# Рокпорт (Арканзас)
Рокпорт (енгл. Rockport) град је у америчкој савезној држави Арканзас.

## Демографија
По попису из 2010. године број становника је 755, што је 37 (-4,7%) становника мање него 2000. године.
| Група             | 2000.       | 2010.       |
| Белци             | 746 (94,2%) | 717 (95,0%) |
| Афроамериканци    | 19 (2,4%)   | 23 (3,0%)   |
| Азијати           | 5 (0,6%)    | 2 (0,3%)    |
| Хиспаноамериканци | 5 (0,6%)    | 4 (0,5%)    |
| Укупно            | 792         | 755         |